# English Short Title Catalogue

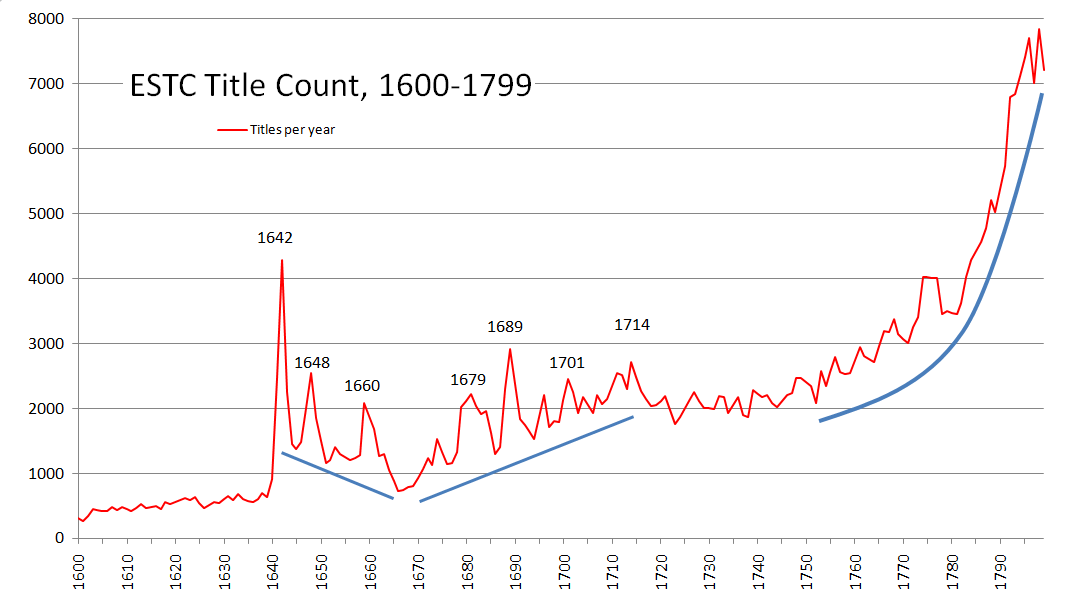
Nombre d'émissions présentes dans l'ESTC par année de publication (1600-1799)

Pour les articles homonymes, voir Short (homonymie).
L'English Short Title Catalogue ou ESTC est une bibliographie nationale rétrospective prenant la forme d'un short title catalogue. Il comprend les œuvres publiées entre 1473 et 1800 dans les Îles britanniques et leurs colonies, ainsi que toutes les publications (quel que soit leur lieu d'impression) comprenant des parties significatives en anglais, gallois, irlandais ou gaélique.
Commencé par la British Library, il s'agit originellement d'un Eighteenth-Century Short Title Catalogue (1701-1800) destiné à être le pendant des STC de Pollard et Redgrave d'une part (jusqu'en 1640 ; publié en 1926) et de Wing d'autre part (1640-1701 ; publié en 1945-1951). Avec la rétroconversion de ces deux catalogues et la fusion des trois ensembles est créé l'English Short Title Catalogue. Ce dernier est organisé en deux équipes, l'une anglaise et l'autre américaine, dirigée par Henry Snyder.